# Chelicorophium sowinskyi
Chelicorophium sowinskyi is een vlokreeftensoort uit de familie van de Corophiidae. De wetenschappelijke naam van de soort is voor het eerst geldig gepubliceerd in 1924 door Martynov.